# Maria Bertolini
Maria Bertolini (* 17. September 1931 in Meran; † 14. Juni 2022) war eine Südtiroler Politikerin.

## Leben
Beruflich war Bertolini als Fachlehrerin tätig und leitete in den Jahren von 1984 bis 1987 das hauswirtschaftliche Bildungszentrum „Frankenberg“ in Tisens. Politisch engagierte sie sich in den Reihen der Südtiroler Volkspartei, die sie im Laufe von vier Legislaturperioden zwischen 1973 und 1993 im Südtiroler Landtag und damit gleichzeitig im Regionalrat Trentino-Südtirol vertrat. Erstmals gewählt wurde Bertolini 1973; nachdem sie ihren Sitz 1974 zugunsten von Franz Demetz zwischenzeitlich abgeben gemusst hatte, konnte sie 1976 für Hugo Gamper wegen dessen Kandidatur bei den Parlamentswahlen ein zweites Mal in derselben Legislaturperiode in den Landtag und Regionalrat einziehen. 1978 verteidigte sie erfolgreich ihr Mandat, bei den Wahlen 1983 und 1988 blieb sie aber als jeweils erste Nichtgewählte ihrer Liste zunächst außen vor. Allerdings konnte sie in beiden Fällen noch für ausgeschiedene Abgeordnete nachrücken; so ersetzte sie 1987 Hans Rubner und 1992 Rosa Franzelin-Werth.
Die in Algund wohnhafte Bertolini war lange Jahre Vorsitzende der Seniorenorganisation des Südtiroler Bauernbunds und anschließend Ehrenpräsidentin. Sie wurde mit der Verdienstmedaille des Landes Tirol ausgezeichnet.